# Arnières-sur-Iton
Arnières-sur-Iton é uma comuna francesa na região administrativa da Normandia, no departamento de Eure. Estende-se por uma área de 12,18 km². Em 2010 a comuna tinha 1 720 habitantes (densidade: 141,2 hab./km²).